# Monhystera subrustica
Monhystera subrustica är en rundmaskart som beskrevs av Nathan Augustus Cobb 1906. Monhystera subrustica ingår i släktet Monhystera och familjen Monhysteridae. Inga underarter finns listade i Catalogue of Life.